# Idaea effeminata
Idaea effeminata är en fjärilsart som beskrevs av Otto Staudinger 1892. Idaea effeminata ingår i släktet Idaea och familjen mätare. Inga underarter finns listade i Catalogue of Life.